# Felon
Felon, în riturile creștine, veșmânt liturgic, purtat de preot și episcop în timpul slujbelor, deasupra tuturor celorlalte veșminte.

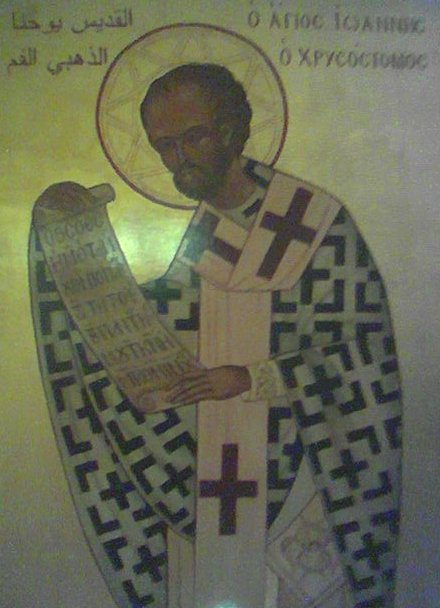
Icoană cu Sf. Ioan Hrisostom îmbrăcat în felon cu model de polistavrion.

## Terminologie
Cuvântul românesc vine de la denumirea grecească φαιλόνης, genitiv φαιλόνου (phailonês), elenizare a cuvântului latinesc «pallium» = “manta”. Același cuvânt a dat, în greaca modernă, φαιλόνιον.
Limba română are un singur termen, care se referă la mai multe tipuri de feloane.

## Felonul de pănură

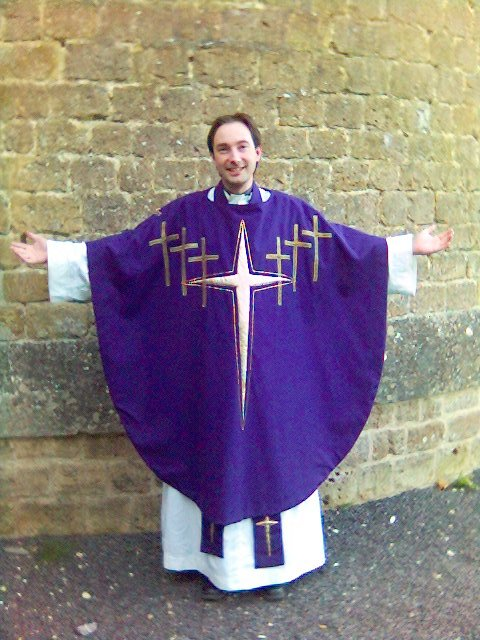

În latină se numește «pænula». Este vorba de felonul vechi, împrumutat din vestimentația laică, și care se poartă încă astăzi în Alpi. Acesta a fost folosit în Biserica din lumea greco-romană, și se vede încă în iconografie. Într-un moment sau altul a fost înlocuit cu alte tipuri de felon.
Felonul de pănură are forma unui disc, cu o gaură în mijloc, pentru cap. Diametrul cercului este egal cu lungimea dintre cele două palme, atunci când persoana are brațele întinse.
Acest veșmânt s-a păstrat de-a lungul veacurilor doar în câteva mănăstiri benedictine din Europa. Treptat, el a înlocuit în Occident celelalte tipuri de feloane, îndeosebi felonul violoncel.

## Felonul grecesc
Felonul grecesc actual, folosit și la români, seamănă cu felonul vechi, însă are partea din față scurtată, iar materialul e de poliester.

## Felonul slav

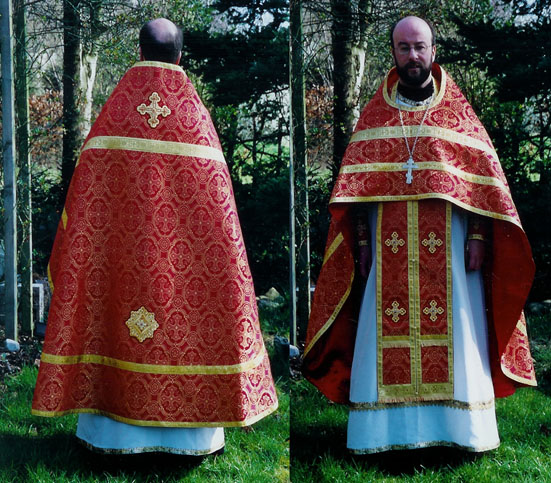
Felon rusesc

La slavi, felonul are un guler întărit, care adumbrește partea din spate a capului. De asemenea în față lasă loc larg mâinilor.

## Felonul capă
În latină se numește «cappa». E vorba despre o manta fără mâneci, care se pune pe umeri, și se leagă în față. După tradițiunea creștină, sfântul Martin de Tours ar fi purtat un astfel de veșmânt, pe care l-ar fi tăiat în două, dând una din părți unui sărac. Cu timpul, cele două jumătăți au fost considerate drept moaște, și așezate în două bisericuțe, care au primit numele de capele, derivat de la numele veșmântului.
În amintirea sfântului Martin, episcopii galici purtau capa în timpul călătoriilor, atunci când vizitau parohiile. De aici acest veșmânt s-a răspândit în toate riturile.
În riturile scandinave și, parțial, și la anglicani, capa e veșmântul episcopului în vizită, ca la galici. În ritul latin, la liturghie preotul purta felonul violoncel, pe când la alte taine purta felonul capă; în ziua de astăzi e ieșit din uz. În toate riturile răsăritene, în afară de cel bizantin, capa a înlocuit definitiv felonul vechi.

## Felonul scurt
În ritul bizantin, citețul poartă, în ziua hirotesirii sale, un veșmânt de forma felonului de pănură, însă al cărui diametru e foarte scurt.